# Yoke
Yoke är en bergstopp i Storbritannien.   Den ligger i grevskapet Cumbria och riksdelen England, i den centrala delen av landet, 400 km nordväst om huvudstaden London. Toppen på Yoke är 706 meter över havet.
Terrängen runt Yoke är huvudsakligen kuperad.Runt Yoke är det ganska tätbefolkat, med 60 invånare per kvadratkilometer. Närmaste större samhälle är Kendal, 16,0 km sydost om Yoke. Trakten runt Yoke består i huvudsak av gräsmarker.